# Lepanthes lindleyana
Lepanthes lindleyana là một loài thực vật có hoa trong họ Lan. Loài này được Oerst. & Rchb.f. mô tả khoa học đầu tiên năm 1858.